# Марчуков, Андрей Владиславович
Андре́й Владисла́вович Марчуко́в (род. 21 июня 1977, Москва) — российский историк и публицист. Кандидат исторических наук (2003). Автор двух монографий и около 80 печатных работ в российских и зарубежных печатных и электронных изданиях. Выступает в качестве эксперта по историческим и общественно-политическим проблемам на телевидении и радио.

## Биография
Родился в 1977 году в Москве. В 1994 закончил английскую спец-школу 1214 на Мосфильмовской ул. В 1999 году с отличием окончил исторический факультет Московского государственного университета им. М. В. Ломоносова.
В 2003 году защитил кандидатскую диссертацию на тему «Украинское национальное движение в УССР в 1920—1930-е годы». В том же году принят А. Н. Сахаровым на работу в Институт Российской истории РАН
Работает в Институте российской истории РАН. Область научных интересов — формирование наций и национальных идентичностей на восточнославянском этническом пространстве, идеология и практика украинского национализма, этническая история России, «Русский вопрос»[прояснить].

## Критика
Труды Марчукова часто подвергаются критике со стороны профессиональных историков.
Украинский историк Андрей Портнов утверждает, что книга Марчукова об украинском национальном движении находится «за пределами науки», а автор «не приложил даже минимальных усилий, чтоб его текст выглядел хотя бы частично нейтральным». Портнов отмечает непоследовательность применения Марчуковым конструктивистской парадигмы (которую, по мнению Портнова, Марчуков прилагает только к украинскому национальному проекту, оставляя вопрос о русской нации в рамках примордиализма); в украинском движении Марчуков видит лишь «отрицающую доминанту», основанную на «ненависти» к России. Кроме того, по словам Портнова, в работе Марчукова представлены «аргументы для реабилитации тоталитаризма в его крайнем, сталинистском, проявлении». По мнению историка Геннадия Ефименко, книга Марчукова является украинофобской, а все утверждения автора дедуктивным методом выводятся из «аксиом» о тысячелетнем существовании Русского мира и российской великодержавности; тем не менее он отметил введение в научный оборот большого количества ранее неизвестных документальных источников и пионерский характер исследования подобного рода в российской исторической науке. По мнению историка Михаила Гаухмана, Марчуков в своих построениях исходит из открыто декларируемых консервативных и шовинистических позиций. Историк Владислав Верстюк также считает, что «не слишком привлекательный» характер украинского национального движения в трудах Марчукова является прямым следствием постулата о существовании «тысячелетнего Русского мира»; по мнению Верстюка, внимание Марчукова приковано к поиску случайных и субъективных факторов развития украинского национального движения, хотя выводы автора по вопросу его связи с созданием УССР он называет «вполне приемлемыми».
Польско-белорусский историк Андрей Тихомиров следующим образом отозвался о работах Марчукова: «Для текстов Марчукова характерен радикальный конструктивизм по отношению к украинской нации (и при этом полностью телеологическая трактовка российской), реабилитация сталинского тоталитаризма, апология концепции „советского народа“ и определение „русского мира“ (в него должны входить русские, белорусы и (только) восточные украинцы)… конструктивистская методология используется не столько в целях деконструкции исторических и политических мифов, сколько для распространения украинофобного дискурса».
Российский историк Алексей Миллер заявил, что ему неинтересно вести полемику с авторами такого уровня, как Марчуков, а текст Марчукова «Операция „Голодомор“» охарактеризовал как «постыдный». Украинский исследователь Голодомора Станислав Кульчицкий (д.и.н., Институт истории НАНУ) отозвался о той же статье как о «скандальной», а Андрей Портнов — как о написанной «в традициях советской пропаганды»). В рецензии на монографию Марчукова «Украина в русском сознании. Николай Гоголь и его время» доктор филологии И. С. Булкина выразила мнение, что «перед нами скорее публицистический памфлет, нежели историческое исследование, и к нему вряд ли имеет смысл предъявлять претензии историографического или литературоведческого толка», а также заявила, что Марчуков не владеет инструментами и механизмами социологического анализа массового сознания, а используемые им литературные цитаты зачастую вторичны.

## Публикации
научные статьи
- Движение за автокефалию Православной церкви на Украине в 1917—1919 годах и украинское национальное движение // Мир истории. 2000. — № 3.
- Движение за создание Украинской автокефальной православной церкви в 1920 — начале 1921 годов // Богословский сборник. Вып. 8. — М., 2001. — С. 395—412.
- Еврейское крестьянство: миф или реальность? Еврейская сельскохозяйственная колонизация. Проблемы межнациональных отношений в УССР в 1920-е годы // Россия. Век XXI. 2002. — № 4. — С. 102—115.
- Маленький мир с маленькими людьми. Советский политический анекдот в дневниках украинского литератора // Родина. 2002. — № 2. — С. 81—85.
- Украинская автокефальная православная церковь: возникновение и особенности внутреннего устройства (1921—1922 годы) // Богословский сборник. — М., 2002. Выпуск 10. — С. 320—336
- Украина и русинское движение. Диалог или конфронтация? // Россия XXI. 2002. — № 1. — С. 48—65.
- Некоторые аспекты межэтнических отношений на Советской Украине в 1920-е годы. Славянское население и проблема антисемитизма // История народов России в исследованиях и документах. М., 2004. — Вып. 1. — С. 159—185.
- А был ли «голодомор»? Или непопулярные мысли об одном политическом брэнде // Россия XXI. 2004. — № 6. — С. 124—143.
- Рабочий класс Советской Украины: штрихи к национальному портрету (1920-е годы) // Отечественная история. 2005. — № 3. — С. 83 — 95.
- Переяславская Рада в идеологической системе украинства: вехи истории // Вестник Юго-Западной Руси. 2006. — № 1. — С. 40—53.
- Россия, Украина и проблема «русской Галиции» // Вопросы истории. — 2007. — № 2. — С. 157—166
- Православие, нация и общество: духовно-ментальное единство Украины в свете церковных расколов (XX век) // Церковь в истории России. — М., 2007. Сборник 7. — С. 426—452.
- «Голодомор» в идеологической системе украинства // Вестник Юго-Западной Руси. 2008. — № 2. — С. 81 — 95.
- Когда реальность слабее догмы: судьба «теории борьбы двух культур» Дмитрия Лебедя // Между Москвой, Варшавой и Киевом. Сборник статей. — М., 2008. — С. 225—242.
- Советский патриотизм и национальная идентичность: восточнославянский аспект // Патриотизм — составляющая государственной национальной политики России: теория, практика. — М., 2010. — С. 59-84.
- Nikolay Gogol. Sobre lo ruso y lo ukraniano // Cita internacional. 2009. — Junio № 61. — P. 32-33.
- Русский вопрос, российский патриотизм и Украина // Русин. 2009. — № 2 (16). — С. 120—125.
- «Не было, нет и быть не может». Проблемы национально-культурного развития русинов Галиции и Закарпатья в освещении украинской историографии // Русины Карпатской Руси: проблемные вопросы истории и современность. Ростов-на-Дону — Новочеркасск, 2010. — С. 49-81.
- К вопросу о фальсификациях истории на Украине // Сборник Русского исторического общества. М., 2011. — Т. 11 (159). — С. 143—161.
- Украинское национальное движение и КП(б)У // Вопросы национализма. 2014. — № 2 (18). — С. 75-92.
- Прочь от Москвы! // Вопросы национализма. 2014. — № 3 (19). — С. 165—188.
- Противостояние национальных проектов на Украине в контексте современных событий // Уроки Новороссии для будущего России. Научно-экспертная сессия. Центр научной политической мысли и идеологии; общественное движение «Новороссия»; Русское экономическое общество им. С. Ф. Шарапова. 2015. — С. 105—117.
- Отзвуки «казачьего автономизма» в умонастроениях малороссийского дворянства: взгляд через призму личности Н. В. Гоголя (первые десятилетия XIX в.) // История народов России в исследованиях и документах. — Москва, 2016. — С. 199—237.
- Политическая элита Малороссии // Этнические элиты в национальной политике России. — Москва ; Санкт-Петербург, 2017. — С. 149—222.
- Украина глазами российского «освободительного» движения: Истоки коллективного стереотипа // История народов России в исследованиях и документах. — Москва, 2018. — С. 259—279.

книги
- Украинское национальное движение: УССР. 1920—1930 годы: цели, методы, результаты. — Москва: Наука, 2006. — 598 с. — ISBN 5-02-033993-8
  - Украинское национальное движение: УССР. 1920—1930 годы: цели, методы, результаты. — Москва: Центрполиграф, 2015. — 593 с. — ISBN 978-5-227-05824-9. — 2000 экз.
- Украина в русском сознании. Николай Гоголь и его время. — Москва : Regnum, 2011. — 293 с. — (Selecta; XXVI). — ISBN 978-5-91887-017-4
  - Украина в русском сознании. Николай Гоголь и его время: Николай Гоголь и его время. — Санкт-Петербург: Алетейя, 2023. — 292 с. — (Ucrainica et Belorossica. Исследования по истории Украины и Белоруссии) (Независимый альянс). — ISBN 978-5-00165-593-0
- Образы регионов в общественном сознании и культуре России (XVII—XIX вв.). — Тула: Гриф и К, 2011. — 352 с. (соавторы: Трепавлов В. В., Федосова Э. П., Гатагова Л. С., Бекмаханова Н. Е.)
- Герои-покрышкинцы о себе и своем командире. Правда из прошлого, 1941—1945. — Москва: Центрполиграф, печ. 2013. — 670 с. — (Правда о войне). — ISBN 978-5-227-05021-2
  - Герои-покрышкинцы о себе и своём командире: правда из прошлого, 1941—1945. — Москва: Центрполиграф, 2014. — 670 с. — (Сражения в воздухе. Военная авиация XX века). — ISBN 978-5-227-04989-6
- Украинское национальное движение: УССР, 1920—1930-е годы : цели, методы, результаты. — Москва: Центрполиграф, 2015. — 591 с. — ISBN 978-5-227-05824-9
- От Ленинграда до Берлина : воспоминания артиллериста о войне и однополчанах, 1941—1945. — Москва: Центрполиграф, cop. 2015. — 317 с. — (На линии фронта. Правда о войне). — ISBN 978-5-227-05689-4 — 2500 экз.
- Новороссия: формирование национальных идентичностей (XVIII—XX вв.). — Москва: Кучково поле, 2018. — 510 с. — ISBN 978-5-9950-0945-0 — 500 экз.
- От Ржева до Берлина : воины 3-й гвардейской истребительной авиадивизии о себе и боевых товарищах : правда из прошлого. — Москва: Центрполиграф, 2023. — 942 с. — ISBN 978-5-227-09570-1. — 1500 экз.

публицистика
- Об Украине, России и даже немножко об Ираке // Россия XXI. 2003. — № 3. — С. 16-21;
- Рец.: А. И. Вдовин. Русские в XX веке // Отечественная история. 2005. — № 6. — С. 217—218.
- «Украинская» болезнь русской нации // Отечественная история. — 2006. — № 6. — С. 217‒219.
- Голод 1932—1933 гг. или «геноцид украинцев»? // regnum.ru, 30 ноября 2006
  - Операция «голодомор» // Родина. 2007. — № 1. — С. 60—67.
- Причины незалежного раскола // Политический журналъ. 2007. — № 13-14 (156—157). — С. 60—63.
- Николай Гоголь: о русском единстве и украинстве // РИА-Новости, 19.03.2009
- Политические репрессии в СССР: мифы и реальность // Молодая гвардия. 2010. — № 1. — С. 245—248.
- «Козье болото» и Майдан-2: очередное обострение старой про-блемы // 22 января 2014
- Малорусская альтернатива // Русский дом. 2010. — № 1. — С. 40-41.
- Малорусский проект: о решении украинско-русского национального вопроса // regnum.ru, 23 ноября 2011
- Мифы федерализации: почему РФ цепляется за «единство Украины»? // regnum.ru, 14 апреля 2014
- «Новороссийская идентичность» — необходимость или опасные игры разума? // regnum.ru, 23 ноября 2014
- Донбасс: Курс на русский мир или восстановление «украинского проекта»? // regnum.ru, 12 марта 2015
- Луганск: война и мир. О поездке в Новороссию // regnum.ru, 22 апреля 2015
- Украинские перебежчики: «блудные сыновья» или «засланные казачки»? // regnum.ru, 24 июня 2015
- «Марс наш!» // regnum.ru, 14 декабря 2016
- Гоголь как зеркало эпохи: умонастроения и этностереотипы малороссийского дворянства // rusrand.ru, 12 июня 2017
- Андрей Марчуков: Инвестиции России поддерживают русофобский режим в Киеве // realtribune.ru, 12 октября 2017
- Андрей Марчуков: Сдача Донбасса подорвёт позиции Путина внутри России и за рубежом // realtribune.ru, 17 сентября 2017
- 50 побед Александра Клубова // stoletie.ru, 13.07.2019
- Русский вопрос и Новороссия // stoletie.ru, 18 ноября 2019

интервью
- Андрей Марчуков: Создание Малороссии позволит преодолеть хаос на территории бывшей Украины // realtribune.ru, 20 июля 2017
- Андрей Марчуков: С играми в восстановление «дружественной» и «братской» Украины пора покончить // novorosinform.org, 24 ноября 2018
- [eadaily.com/ru/news/2019/01/30/rossiyskiy-istorik-novorossiya-raz-vozrodivshis-uzhe-ne-ischeznet Российский историк: Новороссия, раз возродившись, уже не исчезнет] // eadaily.com, 30 января 2019
- Андрей Марчуков: Русским надо поставить точку в гражданской войне 100-летней давности // realtribune.ru, 1 сентября 2019
- Андрей Марчуков: Главное — быть русским, а политические пристрастия вторичны // novorosinform.org, 5 сентября 2019
- Андрей Марчуков: Новороссия должна стать политической реальностью // novorosinform.org, 30 ноября 2019
- Как русинов превращали в «украинцев», чтобы оторвать от России // kp.ru, 19 апреля 2021